# 道の駅やぶ
道の駅やぶ（みちのえき やぶ）は、兵庫県養父市養父市場にある兵庫県道104号物部藪崎線の道の駅である。愛称はCOINOBA VILLAGE（コイノバ ビレッジ）。

## 概要
1994年（平成6年）4月に開駅。開業当初の愛称は「グリーンビレッジ」で、第三セクターがレストラン・物販スペースを運営していた。
北近畿豊岡自動車道が養父市まで延伸した2012年（平成24年）以降、経営が悪化。中核テナントのレストランと売店が2019年（平成31年）2月28日をもって営業を終了した。
営業終了後、朝来市などで飲食店を運営し東京都に本社を置く「ロッカン」が養父市から譲渡を受け施設をリニューアル。2020年（令和2年）4月にリニューアルオープンした。オープンに合わせ、新たな愛称「COINOBA VILLAGE」を制定。「コイ」には、「鯉」「恋」「来い」の意味がそれぞれ込められている。

## 施設
当駅では、養父市が鯉の町であることをPRするために、池で錦鯉を飼育・展示している。
- 駐車場
  - 普通車：24台[2][3][5]
  - 大型車：9台[2][3][5]
  - 身障者用：4台[2][3]
- トイレ（いずれも24時間利用可能）
  - 男性：7器（大 2器、小 5器）[3]
  - 女性：7器[3]
  - 身障者用：2器[3]
- ファミリーレストラン（11:00 - 16:00[1]・17:00 - 20:00）[2]
- カフェ（10:00 - 18:00）[1][2]
- 油そば（11:00 - 15:00[2]・17:00 - 20:00）[1]

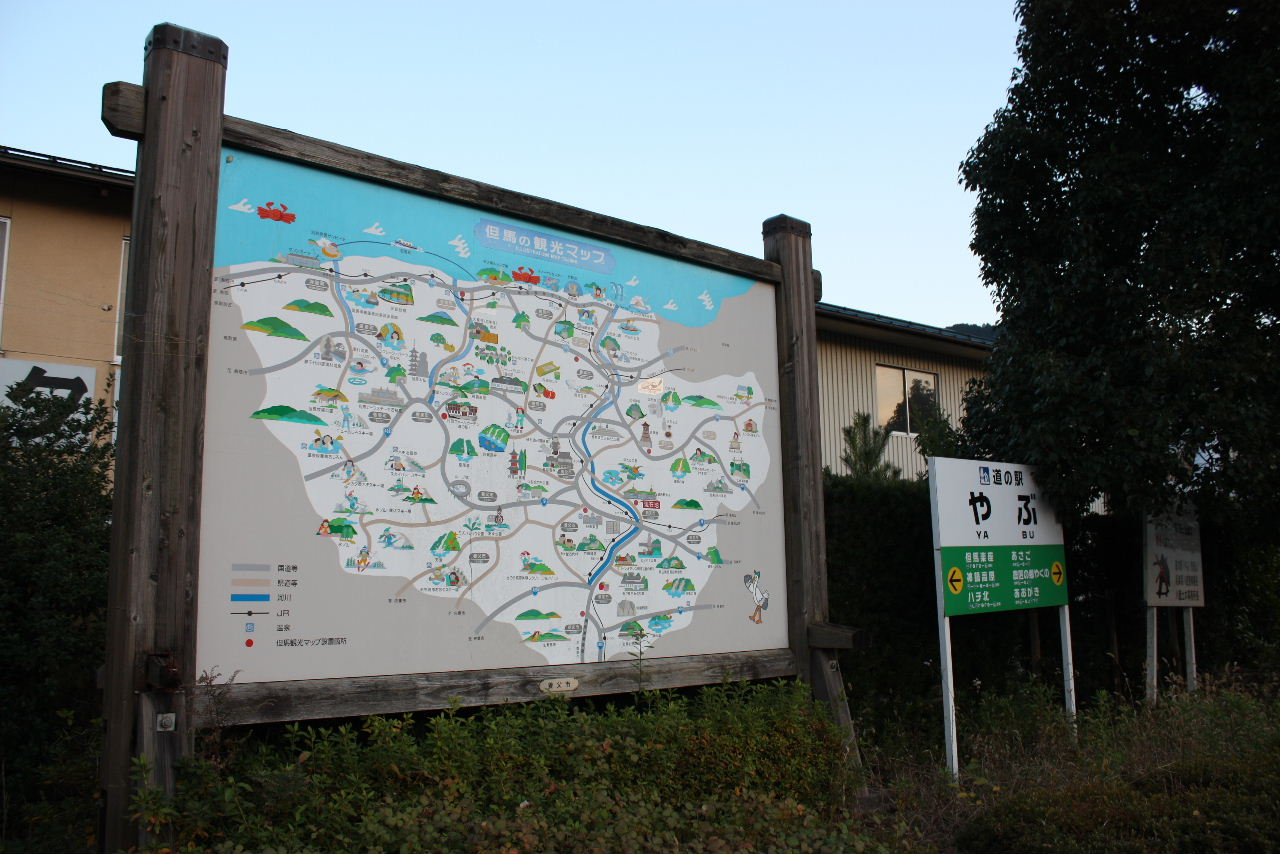
地図と看板

## 休館日
- 不定休[2]

## アクセス
- 兵庫県道104号物部藪崎線 - 登録路線
- 北近畿豊岡自動車道・播但連絡道路 和田山ICより約20分。
- JR西日本山陰本線 養父駅より約5分。